# Парк Славы (Херсон)
Парк Славы (Херсон) — мемориальный комплекс, посвящённый освобождению Херсона в годы Второй мировой войны, основан в 1967 году. Находится к югу от парка «Херсонская крепость», к юго-востоку от Екатерининского собора. В годы основания города территория принадлежала Черноморскому адмиралтейству.

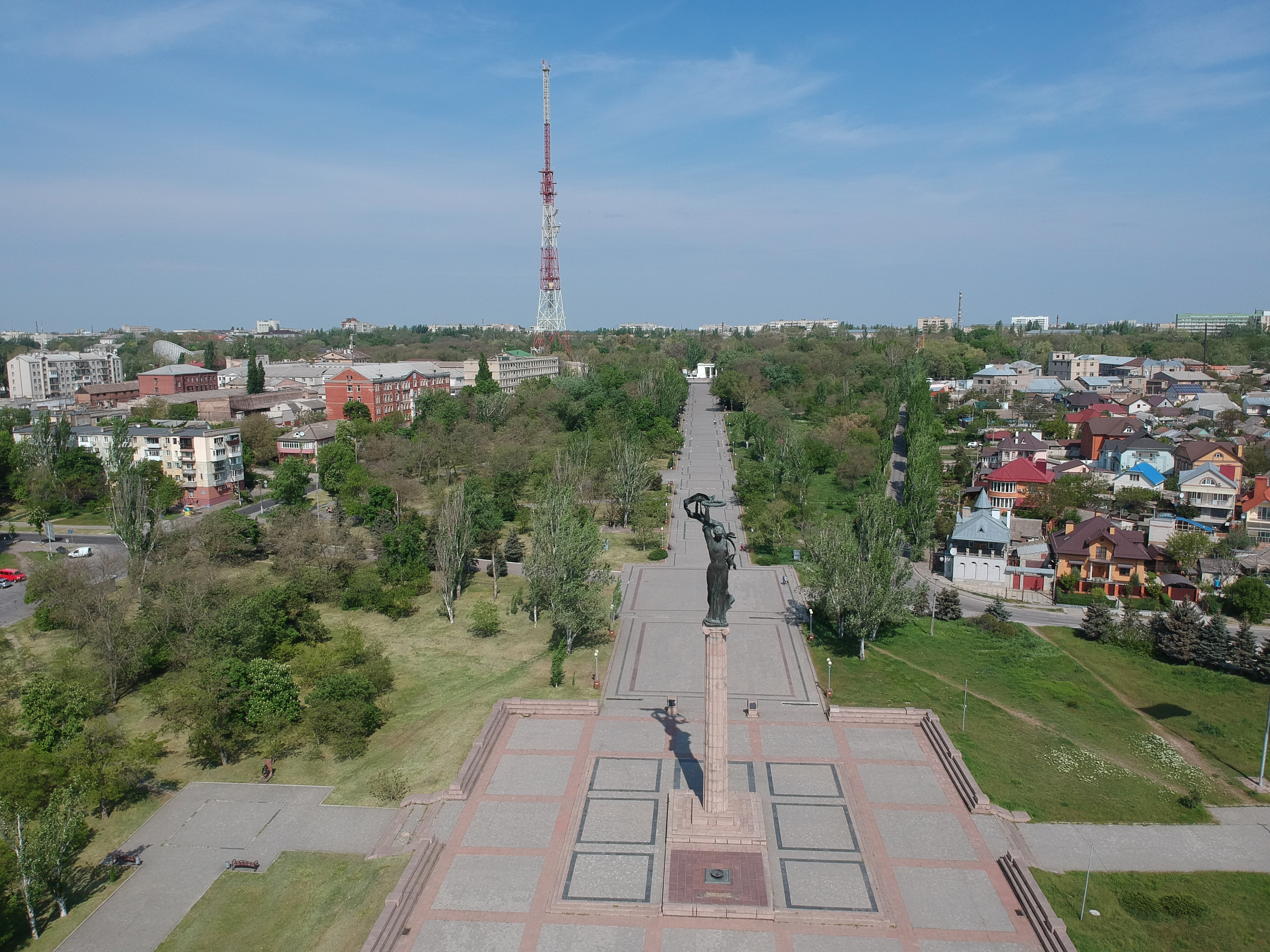
Монумент Победы в Парке Славы

## История
В 1966 году была найдена могила неизвестного солдата, погибшего при освобождении Херсона от нацистских захватчиков. 13 марта 1967 года останки торжественно перезахоронили. 9 мая того же года был зажжён Вечный огонь, а над захоронением был установлен памятный знак со словами: «Ти Вітчизнi життя віддав i безсмертним навіки став, Невідомий герой-солдат».
Первоначальный план мемориала включал в себя фигуру бандуриста, сидящего на кургане, что символизировало преемственность героизма со времен казачества, однако, Министерство культуры УССР не одобрило проект.
Архитекторы мемориала — В. Громыхин, С. Захаров, Ю. Платонов и скульптор С. Зноба — придали комплексу уникальные ноты классицизма, не характерные для построений такого типа. Ионическую колонну, возведенную на могиле Неизвестного солдата, венчает скульптура Славы.

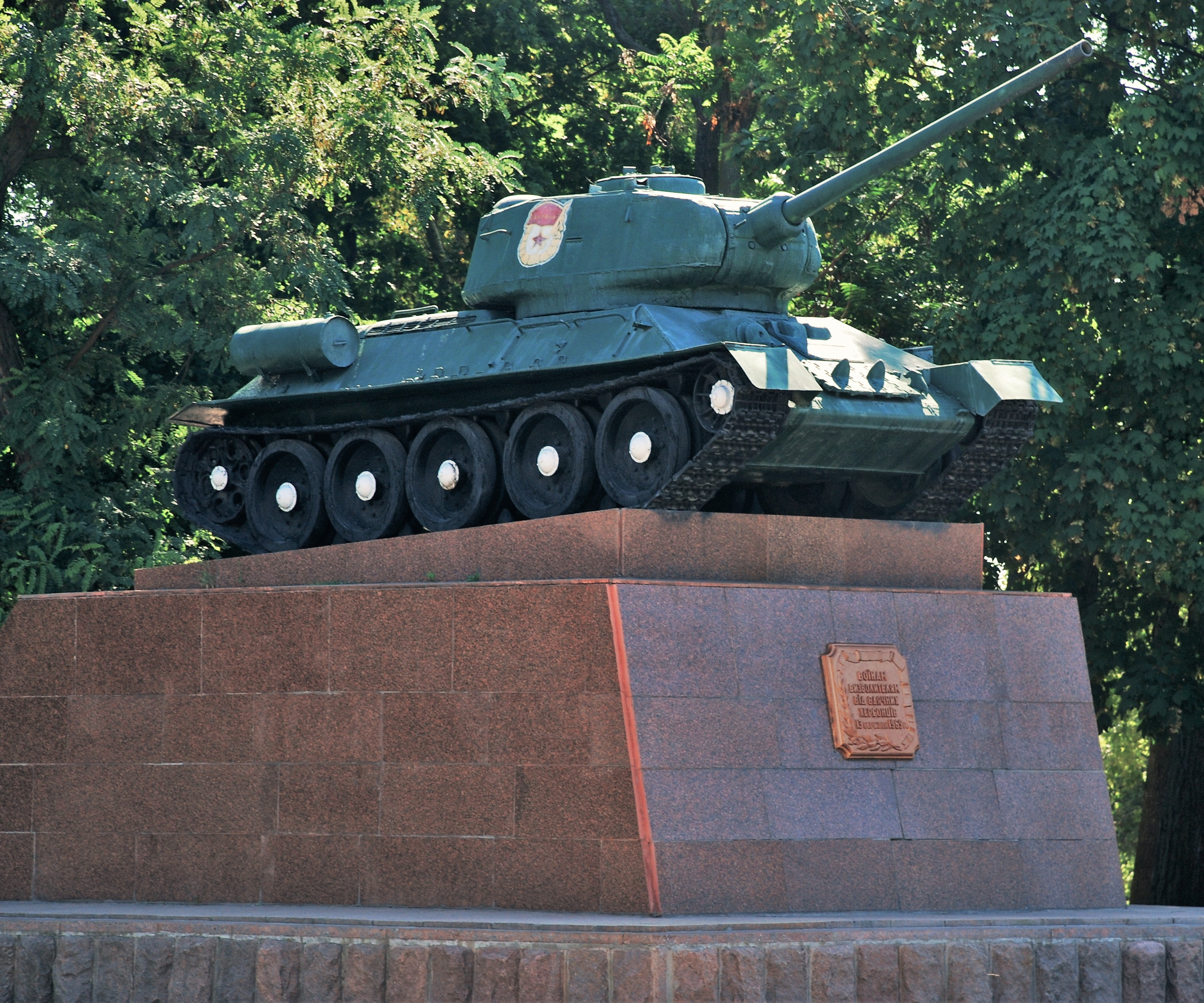
Памятник Т-34-85 в херсонском парке Славы

Мемориальные списки включают в себя части 49-й гвардейской стрелковой дивизии полковника В. Ф. Маргелова и 295-й стрелковой дивизии под командованием полковника А. П. Дорофеева, танкистов генерал-лейтенанта К. В. Свиридова.
13 марта 1969 года в северной части парка установлен памятник «Воинам освободителям от благодарных херсонцев» в виде танка «Т-34-85».
В 2013 году в парке был установлен мемориал «Воинам-интернационалистам», созданный в память о бойцах, погибших в Афганистане.